# التهاب الدماغ

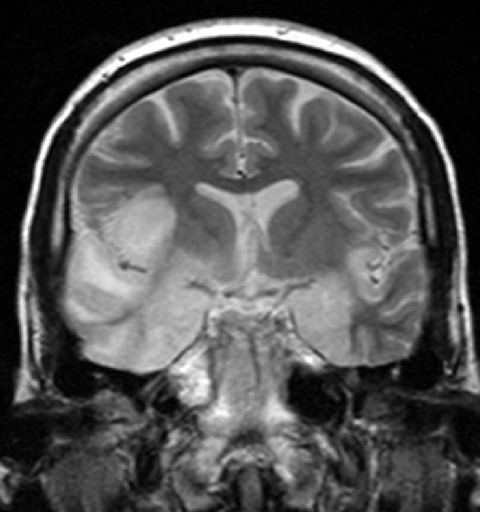
امرأة تبلغ من العمر 33 عاما مصابة بالتهاب الدماغ

التهاب الدماغ (Encephalitis)هو التهاب في أنسجة المخ. غالبًا ما يسبب التهاب الدماغ علامات وأعراضًا خفيفة مشابهة للإنفلونزا مثل الصداع، والحمى، والارتباك، وقيء. قد تشمل المضاعفات نوبات الصرع والهلوسة ومشاكل في الذاكرة ومشاكل في الحواس أو الحركة.

تشمل أسباب التهاب الدماغ فيروسات مثل لالتهاب السحايا بالتهاب السحايا والدماغ، وكذلك البكتيريا أو الفطريات أو الطفيليات. تشمل الأسباب الأخرى أمراض المناعة الذاتية وبعض الأدوية. .

## الأعراض
تشبه أعراض التهاب الدماغ الفيروسي أعراض الإنفلونزا، الحمى والصداع والارتباك وأحيانًا النوبات. الرُضَّع والأطفال قد يعانون من التهيج وضعف الشهية والحمى. يرافق التهاب الدماغ، في العديد من الأحيان، التهابٌ في السَّحايا، كما قد يسبب انخفاض في درجة الوعي ونوبات صرع، خلل في عمل الأعصاب الدماغية، خلل في القدرة على الكلام، فقدان الإحساس أو شلل بعض مناطق الوجه أو الجسم.

## الأسباب
إن السبب لالتهاب الدماغ غير معروف، ولكن الاسباب الأكثر شيوعا هو تشخيص العدوى الفيروسيه كما ان هناك بعض المسببات مثل:

### فيروس
قد يحدث التهاب الدماغ الفيروسي بسبب عدوى مباشرة أو بسبب لعقبول عدوى خافية.

### بكتيريا
قد تصاب الاغشية السحائية بالتهاب بسبب بكتيريا وينتقل الالتهاب إلى الدماغ اما بشكل مباشر أو قد يصاب الدماغ كمضاعفات للالتهاب مثلا في حالة مرض الزهري الثانوي.

### طفيلي
مثلا الملاريا، التوكسوبلازما، الأميبا.
كما ان هناك بعض الاسباب الشائعة للاصابه بالتهاب الدماغ:

### التهاب الدماغ المنقول بالقراد
يعتبر فيروس بواسان أحد الفيروسات المعروفة التي تنتقل بالقراد والتي تسبب التهاب الدماغ في كل من الولايات المتحدة وكندا.
وعادة ما تظهر الأعراض بعد أسبوع تقريبًا من التعرض للفيروس.

## الوقاية
أفضل وسيلة لمنع التهاب الدماغ الفيروسي هو اتخاذ الاحتياطات اللازمة لتجنب التعرض للفيروسات التي يمكن أن تسبب المرض:
1- النظافة الجيدة بغسل اليدين مرارا وجيدا بالصابون والماء، خاصة بعد استخدام الحمام وقبل وبعد وجبات الطعام.
2- عدم استخدام نفس الادوات.
3- تعليم الأطفال العادات الجيدة. (ممارسة النظافة الجيدة وتجنب تقاسم أواني في المنزل والمدرسة).
4-أخذ التطعيمات.
5-الحد من التعرض للبعوض والقراد.

## المضاعفات
هناك بعض المضاعفات الشديدة التي قد تصيب المريض ومنها:
1- الموت
2- الغيبوبة
3-توقف عمل الرئة
- وهناك بعض المضاعفات المتفاوتة في شدتها:

1-التعب
2 الضعف
3- تغيرات في المزاج
4- تغيرات في الشخصية
5مشاكل في الذاكرة
6- الاعاقه الفكرية
7-شلل
8-مشاكل في الكلام
9 مشاكل في البصر والشم

## التشخيص
إذا كان المصاب بالغا فالمرض يظهر بشكل حمى حادة، صداع، نوبات صرع، أما الأطفال فانهم قد يظهرون عصبية وعدم شهية وحمى.
عند فحص الجهاز العصبي للمريض فان الطبيب يلاحظ بان المريض متوشوش والوعي منخفض. عضلات الرقبة تتوتر بسبب تاثر الاغشية السحائية. فحص السائل الشوكي يري زيادة البروتين وخلايا الدم البيضاء.
تم تشخيص الإصابة من خلال عمل بعض الإجراءات ومنها:
1. تصوير الدماغ أما بالرانين المفناطيسي أو التصوير المقطعي
2. أخذ عينه من السائل الشوكي
3. عمل بعض الفحوصات المخبريه للدم والبول أو من الحلق
4. عمل تخطيط للدماغ EEG
5. أخذ خزعه من الدماغ

## العلاج
يكون العلاج عادةً مع أعراض. الاختبار الموثوق للعوامل المضادة لفيروسات معينة لا تتوفر إلا لحالات فيروسية قليلة (مثلاً الأسيكلوفير لفيروس الهربس البسيط) وتكون نسبة النجاح محدودة في معظم الحالات ما عدا في حالة التهاب الدماغ العقبول البسيط. في حالة المرض الشديد العلاجات كالمعالجة بالتهوئة الميكانيكية هي بنفس القدر من الأهمية.
يتم استخدام الكورتيزون وقد يكون هناك حاجة للمهدئات للتهيج أو الأرق. للحد من تورم والتهاب الدماغ.
هناك بعض الأدوية التي تساعد على تخفيف التهاب الدماغ ومنها:
1. العقاقير المضادة للالتهابات مثل اسيتامينوفين، ايبوبروفين، ونابروكسين، لتخفيف الصداع والحمى.
2. المضادة للفيروسات العدوانية مثل: Acyclovir أسيكلوفير، غانسيكلوفير Ganciclovir، لكن بعض الفيروسات، مثل فيروسات التي تنقلها الحشرات، لا تستجيب لهذه العلاجات ولها الآثار الجانبية تشمل الغثيان، والتقيؤ، والإسهال، وفقدان الشهية، ووجع العضلات أو المفاصل أو آلام. قد تتضمن مشاكل خطيرة نادرة شذوذ في وظائف الكبد أو الكلى أو قمع النشاط نخاع العظام.
3. مضادات النوبات (التشنجات) مثل فينيتوين.

## التهاب الدماغ عند الأطفال
التهاب الدماغ هو حالة عصبية نادرة، ويحدث في الأطفال الذين هم عمر بضعة أشهر أو أقل من سنة من العمر، فإنه يؤدي إلى التهاب في أنسجة المخ، مما قد يؤدي إلى تشنجات، والغثيان والقيء.

### الأسباب
التهاب الدماغ عادة ما ينتج عن عدوى فيروسية، ولكن في بعض الأحيان الالتهابات البكتيرية يمكن أن تؤدي أيضًا إلى التهاب الدماغ، وتنتقل العدوى إما عن طريق إنسان أو بسبب لدغ الحشرات أو لدغة بعوضة، إذا كان طفلك يستهلك أي طعام الملوث، فإنه قد يؤدي إلى عدوى، والتي يمكن أن تتصاعد إلى الدماغ، عادة فإن الفيروس الذي يحفز الدماغ أو البكتيريا يدخل الدماغ ويلهب أنسجة المخ، الالتهاب يدمر الخلايا العصبية ويؤدي إلى نزيف داخل المخ، وبالتالي إلحاق الضرر في الدماغ.

### أعراضه
أعراض التهاب الدماغ يمكن أن تصبح شديدة في غضون عدة أيام أو حتى ساعات في بعض الحالات، التي يمكن أن تتفاقم سريعا في صحة طفلك، بعض من الأعراض الشائعة للأطفال الرضع مع التهاب الدماغ، ما يلي:
1. الغثيان والقيء.
  1. تصلب في الجسم.
  2. فقدان الشهية.
  3. التهيج لدى الأطفال هي واحدة من الأعراض الشائعة.
  4. قد يحدث انتفاخ في الأنسجة الرخوة في الجمجمة.
  5. صداع شديد.
  6. التشنجات.
  7. فقدان الإحساس في الجسم.
  8. الرؤية المزدوجة.
  9. فقدان الذاكرة.
  10. الخمول أو النعاس الشديد.
  11. انخفاض الوعي.
  12. الهزات.

### دراسات وابحاث
ذكرت إحدى الدراسات ان التهاب الدماغ في معظم الحالات هو سبب للفيروسات، التهاب الدماغ هو مرض نادر يحدث في حوالي 0.5 لكل 100,000 فرد، الأكثر شيوعا في الأطفال وكبار السن، والأشخاص الذين يعانون من ضعف في جهاز المناعة (مثل المصابين بفيروس نقص المناعة البشرية / الإيدز أو السرطان)، على الرغم من أن عدة آلاف من حالات التهاب الدماغ الخبراء يشتبهون في أن الكثير لا يتم تغطيتها لأن الأعراض يمكن أن تكون واسعة جدا.

## روابط خارجية
- The Encephalitis Society - A Global resource on Encephalitis
- Autoimmune Encephalitis Alliance
- WHO: Viral Encephalitis
- Encephalitis Global Inc. - A USA charity sharing information and support